# محوطه باپیر
محوطه باپیر مربوط به سده‌های میانه دوران‌های تاریخی پس از اسلام است و در شهرستان گیلانغرب، بخش گواور، دهستان گواور، ۵۰ متری جنوب شرقی روستای باِپیر واقع شده و این اثر در تاریخ ۲۷ اسفند ۱۳۸۶ با شمارهٔ ثبت ۲۲۳۶۲ به‌عنوان یکی از آثار ملی ایران به ثبت رسیده است.